# Hickmanoxyomma clarkei
Hickmanoxyomma clarkei is een hooiwagen uit de familie Triaenonychidae.